# Beaumont-Hamel
Beaumont-Hamel település Franciaországban, Somme megyében. Lakosainak száma 202 fő (2022. január 1.). Beaumont-Hamel Hébuterne, Puisieux, Auchonvillers, Authuille, Beaucourt-sur-l’Ancre, Mesnil-Martinsart és Thiepval községekkel határos.

## Népesség
A település népességének változása:
| Lakosok száma | 199  | 211  | 215  | 215  | 211  | 208  | 204  | 202  | 202  |
|               | 2013 | 2015 | 2016 | 2017 | 2018 | 2019 | 2020 | 2021 | 2022 |